# All-America
All-America (o All-American) è un'onorificenza sportiva assegnata agli atleti dilettanti statunitensi che si sono particolarmente distinti nel loro campo o nel loro ruolo.

## Terminologia
Il termine All-America è stato utilizzato per la prima volta in un elenco di giocatori di football americano collegiali che erano stati eletti come i migliori interpreti dei rispettivi ruoli.
La prima squadra All-America fu selezionata nel 1890 da Caspar Whitney e pubblicata sulla rivista This Week's Sports.

## College
A livello collegiale, le selezioni All-America vengono scelte tramite consenso o unanimemente: per essere selezionati tramite consenso gli atleti devono essere inclusi in almeno la metà delle liste ufficiali, mentre una selezione unanime richiede l'inclusione in tutte le liste.
Le squadre All-America vengono selezionate a cadenza annuale in varie discipline:
- Football americano: le selezioni vengono controllate dalla National Collegiate Athletic Association, la quale riconosce le squadre selezionate dalle riviste Associated Press e Sporting News e da alcune associazioni sportive come l'American Football Coaches Association, la Football Writers Association of America e la Walter Camp Football Foundation.[2]
- Calcio: le selezioni vengono controllate dalla National Collegiate Athletic Association.[3]
- Corsa campestre: le selezioni vengono controllate dalla U.S. Track & Field and Cross Country Coaches Association.[4]
- Lacrosse: le selezioni vengono controllate dalla United States Intercollegiate Lacrosse Association.[5]
- Nuoto e tuffi: Nella NCAA Division I, nuotatori e squadre della staffetta che rientrano tra i primi otto posti sono considerati First-Team All-Americans, mentre quelli classificati dal nono al sedicesimo posto sono Honorable Mention All-Americans.[6]
- Atletica leggera: Anch'essa è regolamentata dalla U.S. Track & Field and Cross Country Coaches Association, e la selezione All-American include i migliori otto di ogni gara, a patto che abbiano la cittadinanza statunitense. Non è fatta alcuna distinzione tra gare outdoor e indoor.[7]
- Wrestling: In ogni divisione NCAA e NJCAA i primi otto classificati sono considerati All-American.[8]

## Liceo
A livello liceale, le selezioni All-America vengono scelte dalla rivista Parade per il football americano e dalla catena ristoratrice McDonald's per la pallacanestro.